# Goblinus
Goblinus, Alfred fia Göbl (Szebenszék, 1325 előtt – Gyulafehérvár, 1386. március 27. és május 28. között) erdélyi katolikus püspök volt 1376. május 5-től 1386-ban bekövetkezett haláláig.

## Életpályája
Nagycsűri előkelő szász családból származott. Mielőtt püspök lett volna, 1349-ben Sellenberken, 1372-ben Keresztényszigeten volt plébános. Avignonban személyesen vette át az erdélyi püspöki kinevezést XI. Gergely pápától, 1376 nyarán Erdélyben szentelték fel.
Nagy Lajos király 1382-ben királyi biztosként elküldte Nagyszeben céhszabályainak felülvizsgálására és javítására. 1383-ban Mária királynő hű szolgálataiért neki és testvéreinek adományozta az omlási hűbérbirtokot. 1382-ben felépíttette a szentmihálykövi pálos kolostort.
Valamikor 1386 előtt a milkovói püspöki tisztséget is betöltötte.